# Stargate: The Ark of Truth
Stargate: The Ark of Truth är en långfilm som är en fortsättning på Stargate SG-1 och som släpptes direkt till DVD den 11 mars 2008. Produktionen började i april 2007 och för manus och produktion står den tidigare manusförfattaren Robert C. Cooper.

## Handling
Daniel och teamet har slagit ut de onda "låtsas" gudarna Ori, Och ger sig iväg för att hitta The Ark of Truth (Sanningens ark).

## Rollista i urval
- Ben Browder som Cameron Mitchell
- Amanda Tapping som Samantha Carter
- Christopher Judge som Teal'c
- Michael Shanks som Dr. Daniel Jackson
- Beau Bridges som Henry “Hank” Landry
- Claudia Black som Vala Mal Doran

## Om filmen
- Filmen är uppföljare till Stargate SG1, och följer upp de händelser som utspelade sig i den sista säsongen. Ursprungstanken var att fortsätta genom att spela in en elfte säsong av serien, men den lades ner av Sci-Fi i augusti 2006, och därför tar filmen vid där serien slutade, med avsnittet "Unending". Att den nu istället utspelar sig som film gör också att den utspelar sig före säsong 4 av Stargate Atlantis.

- Richard Dean Anderson spelar inte Maj. Gen. Jack O'Neill, men har i stället en roll i Stargatefilmen, Stargate: Continuum.

### Fotnoter
1. ↑  ”Stargate - The Ark of Truth” (på engelska). DVD Talk. 11 mars 2008. http://www.dvdtalk.com/reviews/32658/stargate-the-ark-of-truth/. Läst 13 januari 2017.